# Hüseyin Çimşir
Hüseyin Çimşir (Trabzon, 26 mei 1979) is een Turks profvoetballer die bij voorkeur als middenvelder speelt. Hij verruilde in 2012 Trabzonspor voor Adana Demirspor.

## Clubs
- 1997 - 2000: Trabzonspor
- 1998 - 1999: → Sakaryaspor
- 2000 - 2002: Antalyaspor
- 2002 - 2009: Trabzonspor
- 2009 - 2011: Bursaspor
- 2012 - ....: Adana Demirspor